# خیابان ایسترن (تورنتو)
خیابان ایسترن (انگلیسی: Eastern Avenue) یک خیابان شرقی-غربی در تورنتو، انتاریو، کانادا است.